# Parafia Miłosierdzia Bożego w Legionowie
Parafia Miłosierdzia Bożego w Legionowie – parafia rzymskokatolicka należąca do dekanatu legionowskiego, diecezji warszawsko-praskiej, metropolii warszawskiej Kościoła katolickiego. Powstała 4 listopada 1984 z podziału parafii św. Jana Kantego w Legionowie. Kościół został zbudowany w latach 90. XX wieku. Mieści się przy ulicy Targowej.

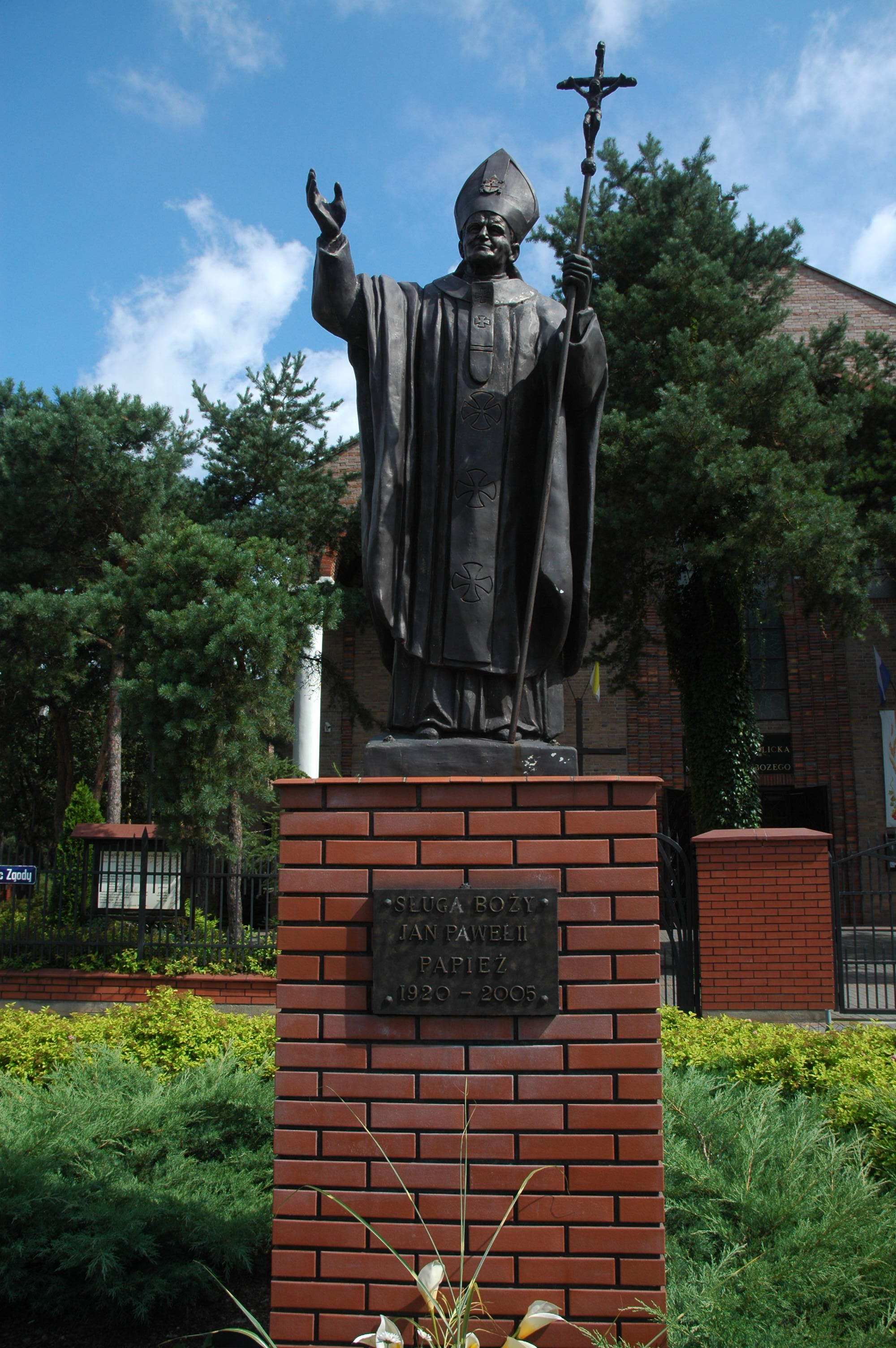
Pomnik Papieża Jana Pawła II przy Kościele Miłosierdzia Bożego w Legionowie
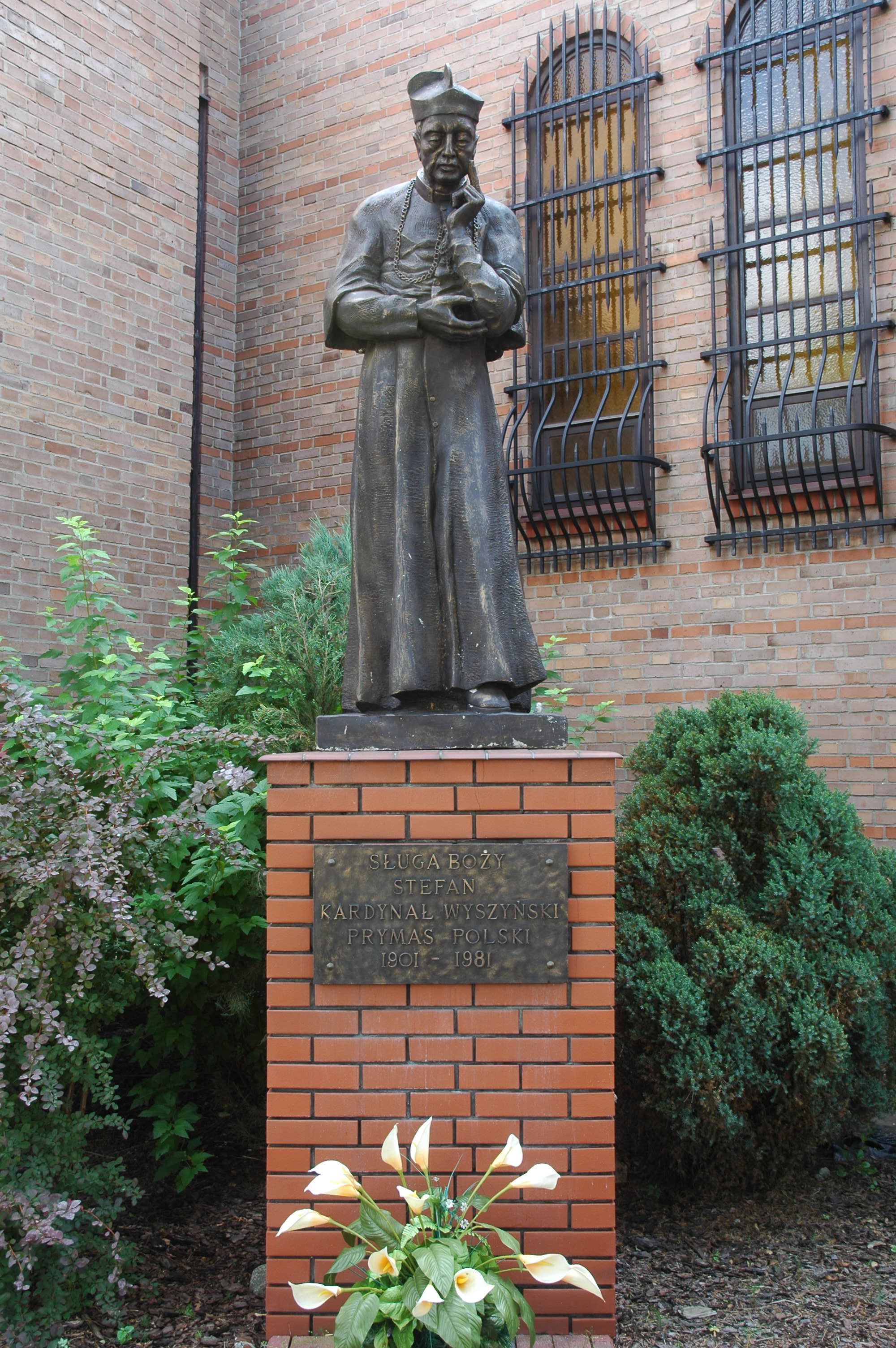
Pomnik Kardynała Stefana Wyszyńskiego przy Kościele Miłosierdzia Bożego w Legionowie
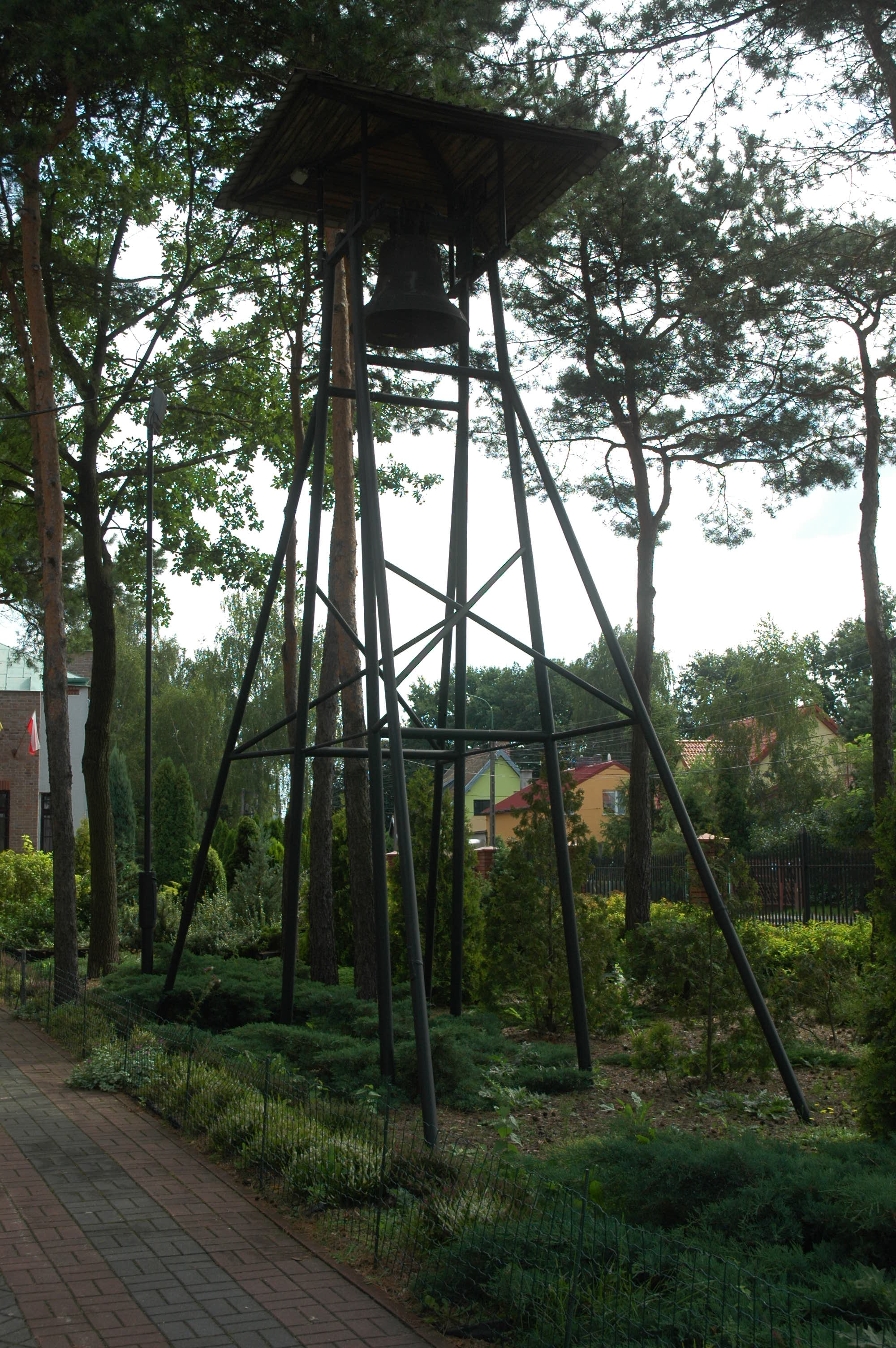
Stary dzwon przy Kościele Miłosierdzia Bożego w Legionowie